# Белые братья
«Белые братья» — российская рэп-группа из Чебоксар, образованная в 1994 году Альбертом Красновым («Эл») и Сергеем Михайловым («МухАмоР»). Позже к группе присоединился Евгений Васильев («Ленин»), а на подтанцовке были «Старк» и «ПаПа». Изначально группа была танцевальным брейк-данс-коллективом, но через два года стала музыкальной, создавая песни в жанре хип-хоп. Продюсером группы был Михаил Кацман.
В 1994 году группа «Белые братья» заняла первое место на молодёжном региональном фестивале «Стартинейджер» в Чебоксарах. В конце 1995 года группа стала музыкальной, записав дебютный трек «Наливай!». За музыку и тексты отвечал «Эл». В декабре 1998 года трио заняло второе место на фестивале Rap Music. За время своего существования группа выпустила два альбома, «По белому чёрным» (1998) и «Крутым парням солнце светит всегда!» (2001), последний из которых был назван порталом Rap.ru одним из главных альбомов русского рэпа. Группа прекратила своё существование осенью 2001 года.

## История
В феврале 1994 года музыкальный продюсер Михаил Кацман пригласил танцоров Чебоксарского Дворца пионеров выступить через две недели на молодёжном региональном фестивале «Стартинейджер», который он же и организовал во Дворце пионеров 19 февраля 1994 года. В состав команды входило шесть человек: Альберт Краснов («Эл»), Сергей Михайлов («МухАмоР»), преподаватель танцев «ПаПа», «Старк» и ещё двое парней, которые потом покинули коллектив. Название команды «Белые братья» было придумано Красновым после просмотра фильма, в котором фигурировали две банды — чёрных и белых братьев. Для выступления Краснов и Михайлов, на тот момент участники дуэта 2 Merry Lights (рус. «Два весёлых парня»), записали свой первый хип-хоп-трек под инструментал песни «Поговорим о сексе» группы «Мальчишник». Команда вышла на сцену как танцевальный коллектив в стиле брейк-данс, и тогда же был использован первый речитатив. В итоге команда заняла первое место, и с тех пор 19 февраля 1994 года считается днём рождения группы.
Через несколько дней во Дворец пионеров к «Белым братьям» пришло трое новых танцоров, одним из которых был Евгений Васильев («Ленин»). После небольшого экзамена по танцам «Ленин» был принят в группу. Танцами группа занималась два года. Постепенно из танцевальной брейк-данс-команды группа стала музыкальной. Толчком для этого послужила появившаяся в то время группа Bad Balance, послушав которую участники группы поняли, что рэп на русском языке звучит неплохо. Сформировался основной состав группы, в который вошли «Эл», «МухАмоР» и «Ленин», а «Старк» и «ПаПа» продолжили заниматься танцами. Всю музыку и тексты в группе писал один человек — «Эл». Впоследствии Михаил Кацман предложил группе стать их продюсером, благодаря чему у группы стали появляться концерты и статьи в газетах.
В 1995 году продюсер организовал группе «Белые братья» запись в профессиональной студии. «МухАмоР» не принимал участия в записи первых песен, поскольку у него ломался голос. Свой первый трек под названием «Белый цвет» рэперы «Эл» и «Ленин» записали в студии одним дублем на бобину под инструментал песни «Mary, Mary» группы Run-D.M.C.. Продюсер группы отнёс песню на местные радиостанции, где она сразу же обрела успех, поскольку музыку американской группы слушатели восприняли за музыку собственного сочинения, и таким образом радиоведущие стали приглашать группу для интервью. В конце 1995 года «Эл» и «Ленин» записали в студии одним дублем свой следующий трек «Наливай!» при участии «ПаПы» и «Старка». Группа впервые выступила живьём с этой песней на рэп-фестивале «Такие дела» во Дворце культуры Чувашского государственного университета 22 декабря 1995 года. Этот трек вышел в различных московских сборниках, благодаря чему «Братья» серьёзно закрепились в отечественной рэп-музыке. Затем продюсер попросил группу записать медленный трек в стиле песни «Hold my body tight» группы East 17 или «Последний раз» группы «Мальчишник». Таким образом в 1996 году на свет появилась песня «Мой жизненный путь» в сольном исполнении Эла. После этой песни продюсер позволил группе записать ещё две песни: «Мы идём» и «Такой обычный день». Группа нашла новую студию, созданную в домашних условиях, и начала использовать в своей музыке семплы. Так появилась песня «Автобелография».
Первые песни «Белых братьев» были выпущены в сборниках московского лейбла Pavian Records, который в то время активно занимался «раскруткой» молодых начинающих артистов. В частности, их первый сингл «Наливай!» вышел в сборнике «Рэп-архив 2» (1996), композиция «Мой жизненный путь» — в сборнике «Рэп Архив № 3» (1997), трек «Такой обычный день» — в сборнике «Трэпанация Ч-Рэпа 7» (1997), а песня «Конфликт» — в сборнике «Трэпанация Ч-Рэпа 9» (1998). Помимо этого участники группы занимались продвижением хип-хоп-культуры в Чебоксарах. В 1997 году «Ленин» устроился в качестве ведущего на радиостанцию «Радио Микс», туда же потом устроились двое других участников группы. С 1997 по 2000 год на протяжении трёх лет они вели программу «Рэп-канал», сначала на местной радиостанции «Радио Микс», а затем по некоторым причинам перешли на волну «Вашего радио».
28 апреля 1998 года прошёл сольный концерт «Братьев», на который пришло около полутора тысяч человек. На нём было заявлено, что группа распалась, однако, в сентябре команда снова объединилась с целью выпустить альбом, который был полностью сведён в апреле. В ноябре продюсер группы, Михаил Кацман, отправился в Москву для встречи с Владом Валовым, благодаря чему команда была приглашена на ежегодный международный фестиваль Rap Music '98 в Московский дворец молодёжи 13 декабря. На подготовку к выступлению оставалось две недели, тем не менее группа «Белые братья» заняла второе место, исполнив песни «Всё переменится» и «Автобелография». За второе место главный спонсор фестиваля — фирма «Адидас» — подарил группе бумажный чек с суммой, на которую они смогли одеться в фирменном магазине.
24 декабря 1998 года при поддержке Pavian Records в Чебоксарах небольшим тиражом вышел дебютный альбом «По белому чёрным». По словам «МухАмоРа», Pavian Records отвечал за распространение альбома по России, благодаря чему в Москве его можно было встретить на «пиратских» лотках. Альбом состоит из 12 треков и был записан в период с 1995 по 1998 год. Автором текстов и музыки является «Эл», вокальные партии исполнил «Ленин», а скретчи создал «МухАмоР». В записи альбома приняла участие группа N-City: Макс, Тайсон, Слон. Презентация альбома «По белому чёрным» состоялась во «Дворце культуры Тракторостроителей» в Чебоксарах в январе. Альбом был переиздан на лейбле 100Pro в 2002 и 2004 годах. Песня «Старый двор» не выходила на переизданиях.
24 января 1999 года команда «Белые братья» отыграла часовой концерт в Чебоксарах, 24 февраля — отметила свой пятый день рождения в местном клубе «Корона» с участием приглашённых коллективов, а 25 февраля — трио исполнило несколько композиций на хип-хоп-вечеринке в нижегородском клубе «Печёры». После концерта участники группы дали интервью для молодёжной программы «Пилот», выходившей на региональном телеканале «Волга». 26 мая группа организовала в местном данс-клубе «Корона» мероприятие «Рэп-канал на все сто (Live)» в честь выхода юбилейного 100-го выпуска радио-программы «Рэп-канал». На данном концерте был представлен их новый проект «Одержимые» («Белые братья» и N-City). Летом было образовано хип-хоп-объединение «Бурлаки на Волге», в которое вошли четыре волжские рэп-команды: «Злой Дух» (Казань), «Буран» (Казань), «Белые братья» (Чебоксары) и «Типичный ритм» (Нижний Новгород). 3 сентября группа «Белые братья» выступила с песней «На крыше» на ежегодном спортивно-музыкальном фестивале Adidas Streetball Challenge на площади Революции в Москве. После выступления организатор Влад Валов предложил им контракт на запись альбома, который подразумевал под собой полный переезд группы в Москву, но поскольку «Эл» и «Ленин» на тот момент учились на четвёртом курсе университета, то они не могли позволить себе бросить учёбу. 27 ноября группа выступила в качестве гостей с композицией «Качать головой» на фестивале Rap Music '99.
Новые песни «Белых братьев» были выпущены в сборниках московского лейбла «МиксМедиа». В частности, их сингл из первого альбома «Автобелография» вышел в сборнике «Hip-Hop Info #5» (1999), «На крыше» — в сборнике «Hip-Hop Info #6» (1999), композиция «Те кто со мной…» — в сборнике «Голос Улиц #2» (2000), трек «Качать головой» — в сборнике «Rap Music Live 1999» (2000), трек «Я улыбаюсь» — в сборнике «Голос Улиц #3» (2000), а песня «Фильм с плохим концом» — в сборнике «Hip-Hop Info #8» (2001).
26 февраля 2000 года команда «Белые братья» находилась в составе жюри на первом международном хип-хоп-фестивале «Кофемолка» в Чебоксарах. Летом после защиты дипломов трое участников группы приехали в Москву с целью дописать новый альбом в студии «МиксМедиа», но на тот момент она была занята на полгода вперёд. После этого «Ленин» покинул группу и вернулся в Чебоксары, а «Эл» и «МухАмоР» остались жить в Москве. «Эл» зарабатывал деньги тем, что играл в бильярд в ночном клубе «Свалка». В декабре «Эл» бросил работу и уехал в Чебоксары, где за полтора месяца дописал четыре песни и полностью закончил новый альбом. В феврале 2001 года «Эл» приехал в Москву в студию «МиксМедиа» с готовым альбомом. В марте группа подписала контракт на выпуск альбома, и в мае у группы вышел новый альбом под названием «Крутым парням солнце светит всегда!» тиражом в пять тысяч компакт-дисков и тридцать тысяч аудиокассет. В Чебоксарах презентация альбома состоялась 19 мая, а в Москве — 28 июня. Альбом состоит из 13 треков и был записан в период с 1999 по 2001 год. Автором текстов и музыки является «Эл», вокальные партии исполнил «Ленин», а скретчи создал «МухАмоР», DJ Dim и DJ Tonik. В записи альбома приняли участие рэперы из хип-хоп-объединения «Бурлаки на Волге»: Макс, Злой, Вальтер и Карандаш. Альбом стал первым релизом компании «Медиастар», выпущенным под серией «Золотые слитки русского рэпа». Альбом был переиздан на лейбле 100Pro в 2004 году.
Осенью 2001 года «Эл» и «МухАмоР» поссорились, в результате чего группа прекратила своё существование.
18 мая 2003 года группа «Белые братья» выступила в качестве гостей на четвёртом международном хип-хоп-фестивале «Кофемолка» в Чебоксарах. «Эл» и «Ленин» также были ведущими фестиваля, а «МухАмоР» был членом жюри в номинации «рэп».
В июне 2003 года к хип-хоп-объединению «Бурлаки на Волге» присоединилась команда «Солдаты бетонной лирики». Поводом для этого стал трек «Волга», записанный Капой совместно с группами «Белые братья» и «Типичный ритм». Трек увидел свет в переиздании второго альбома «Белых братьев» — «Крутым парням солнце светит всегда!» (2004).
18 марта 2004 года лейбл 100Pro выпустил переиздание альбома «Крутым парням…», а 20 апреля — «По белому чёрным» (под серией «Рэп традиции на 100 PRO»). Дистрибуцией переизданий занималась фирма грамзаписи «Студия Монолит».
19 декабря 2004 года группа «Белые братья» выступила в качестве гостей с композицией «Я улыбаюсь» на фестивале Rap Music 2004 в московском клубе «Точка».
7 декабря 2024 года на фестивале «Rap Music. 30 лет» Эл Соло исполнил песню «На крыше» (при участии Макса из группы N-City).

## Критика

### Рейтинги
В 2007 году главный редактор портала Rap.ru, Андрей Никитин, поместил альбом «Крутым парням солнце светит всегда!» группы «Белые братья» в список главных альбомов русского рэпа.
В 2019 году группа «Белые братья» заняла 17 место в списке «Лучших рэп-групп в истории российского хип-хопа» по мнению читателей портала The Flow, где редакцией было представлено 75 групп.

### Ретроспектива
В 2005 году редактор портала Rap.ru, Руслан Муннибаев, отметил, что распавшиеся «Белые братья» «оставили после себя слишком хорошую память», чтобы взять и забыть низкий голос одного из её участников — «Ленина».
В конце 2021 года группа «Белые братья» стала объектом чебоксарской выставки «Звуки ЧЕ. 90-е», посвящённой музыкальной молодёжной жизни и неформальным движениям в Чувашии.

## Влияние
В 2015 году рэпер «Карандаш» в интервью для портала The Flow назвал участников группы «Белые братья», «Ленина» и «Эла», своими учителями в рэпе: «„Белые братья“ были родной группой, из Чебоксар. Ленин в ней пел. Всему, что я в рэпе знаю, меня научил он и Al Solo из Bad Balance».

## Награды
19 февраля 1994 года группа «Белые братья» заняла первое место на молодёжном региональном фестивале «Стартинейджер» в чебоксарском Дворце пионеров.
13 декабря 1998 года группа «Белые братья» заняла второе место на ежегодном международном рэп-фестивале Rap Music '98 в московском Дворце молодёжи, исполнив песни «Всё переменится» и «Автобелография».
7 декабря 2024 года группе «Белые братья» в лице Эла Соло был вручён кубок «Легенда Rap Music» на юбилейном фестивале «Rap Music. 30 лет» в московском клубе Pravda.

## Состав
- «Эл» (Альберт Краснов) (род. 11 ноября 1977, Новочебоксарск) (1994—2001) — рэп, автор музыки и текстов[4][5]
- «МухАмоР» (Сергей Михайлов) (род. 1980, Чебоксары) (1994—2001) — рэп, скретчи[4][5]
- «Ленин» (Евгений Васильев) (род. 1977, Чебоксары) (1994—2000) — вокал[4][5]
- «Старк» (1994—1998) — рэп («Автобелография»), танцор[4]
- «ПаПа» (1994—1998) — рэп («Автобелография», «Наливай!»), танцор[4]
- Михаил Кацман (1994—1999) — продюсер[4]

## Дискография
Студийные альбомы
- 1998 — «По белому чёрным» (KM PRO)
- 2001 — «Крутым парням солнце светит всегда!» (МедиаСтар)

Чарты и ротации
С 2003 по 2004 год песни «Я улыбаюсь», «На крыше» и «Крутым парням солнце светит всегда!» группы «Белые братья» прозвучали в хип-хоп-передаче «Фристайл» на «Нашем Радио».